# Aspères
Aspères är en kommun i departementet Gard i regionen Occitanien i södra Frankrike. Kommunen ligger i kantonen Sommières som tillhör arrondissementet Nîmes. År 2022 hade Aspères 553 invånare.

## Befolkningsutveckling
Antalet invånare i kommunen Aspères
Referens:INSEE